# بران (وادي العين)

تعديل مصدري - تعديل

بران هي إحدى قرى عزلة وادي العين بمديرية حورة التابعة لمحافظة حضرموت، بلغ تعداد سكانها 21 نسمة حسب تعداد اليمن لعام 2004.